# Eria aporoides
Eria aporoides är en orkidéart som beskrevs av John Lindley. Eria aporoides ingår i släktet Eria och familjen orkidéer. Inga underarter finns listade i Catalogue of Life.